# 16. století př. n. l.

## Události
- 1600 př. n. l. – Hattušili I. zakládá starochetitskou říši s hlavním městem Kuššaru, které je však doloženo pouze v literárněhistorické tradici.
- 1600 př. n. l. – Texty Knihy mrtvých se v Nové říši již nepíší jenom na stěny pohřebních komor a na vnitřní strany sarkofágů, ale na svitky papyrů, které jsou ukládány do hrobů.
- 1570 př. n. l. – Babylón: narůstá moc Kassitů, s nástupem Aguma II. začíná 400 let „temna“ pod kassitskou dynastií.
- 1567 př. n. l. – Egypt: Konec patnácté dynastie, konec šestnácté dynastie, konec sedmnácté dynastie, začátek osmnácté dynastie.
- 1551 př. n. l. – Místní král Ahmose I. z Théb dobývá Hatueret (Avaris), hlavní město Hyksósů ve východní nilské deltě a zakládá 18. dynastii.
- 1539 př. n. l. – Egypt: Konec sedmnácté dynastie, začátek osmnácté dynastie.
- 1539 př. n. l. – Egypt: Přibližné první použití Údolí králů.
- 1531 př. n. l. – Chetitský král Muršiliš I. postupuje s vojskem po proudu Eufratu a dobývá hlavní město starobabylónské říše Babylón.
- 1525 př. n. l. – Egypt: Konec patnácté dynastie.
- 1505 př. n. l. – Za vlády Thutmose I. začíná tzv. imperiální období říše farónů.
- 15. stol. př. n. l. – Rané stopy Mayské civilizace rozvíjející se v Belize.

## Hlavy států
- Babylonie: Samsu-Ditana (†1595), Agum II. († asi 1540), Burna-Buriaš I. († asi 1500)
- Asýrie: Šarma-Adad II. (†1598), Erišum III. (†1585), Šamší-Adad II. (†1579), Išme-Dagán II. (†1563), Šamší-Adad III. (†1547), Aššur-nárárí I. (†1521), Puzur-Aššur III.